# Liriomyza sorosis
Liriomyza sorosis este o specie de muște din genul Liriomyza, familia Agromyzidae. A fost descrisă pentru prima dată de Samuel Wendell Williston  în anul 1896. Conform Catalogue of Life specia Liriomyza sorosis nu are subspecii cunoscute.